# پل پنانگ
پل پنانگ (بزرگراه ۳۶) یک پل عوارضی راه دوبانده و آزادراه در ایالت پنانگ، مالزی به طول ۱۳٫۵ کیلومتر (۸٫۴ مایل) است. این پل با ایجاد گذرگاه روی تنگه پنانگ، پرای در بخش دیگر ایالت که در سرزمین اصلی قرار دارد را به گلوگور در جزیره، متصل می‌کند. پل پنانگ تا افتتاح پل دوم در سال ۲۰۱۴ تنها جاده ارتباطی بین شبه‌جزیره مالزی و جزیره پنانگ بود. این پل با اندازه طول پل روی آب، به مقدار ۸٫۴ کیلومتر (۵٫۲ مایل)، دومین پل دراز در مالزی و پنجمین پل دراز در آسیای جنوب شرقی از لحاظ طول کل است.

## ویژگی‌ها
درازای کل پل پنانگ برابر با ۱۳٫۵ کیلومتر (۸٫۴ مایل) است: که از این مقدار، درازای روی آب ۸٫۴ کیلومتر (۵٫۲ مایل)، درازای قرار گرفته در جزیره پنانگ ۱٫۵ کیلومتر (۰٫۹۳ مایل) و درازای قرار گرفته در پرای ۳٫۶ کیلومتر (۲٫۲ مایل) می‌باشد. دهانه اصلی ۲۲۵ متری، ۳۳ متر بالای آب قرار دارد، که توسط چهار دکل ۱۰۱٫۵ متری نگه داشته شده است. دارای ۳ باند مسیر حرکت در هر جهت با محدوده سرعت ۷۰ تا ۸۰ کیلومتر بر ساعت می‌باشد.